# Manikaloum
Manikaloum (ou Manikalou, Nanikalou, Nanikalo) est une localité du Cameroun située dans le département du Mayo-Kani et la Région de l'Extrême-Nord. Elle fait partie de la commune de Mindif et du lawanat de Matfaï.

## Population
En 1976, la localité comptait 310 habitants, 219 Peuls et 91 Mofu. 
Lors du recensement de 2005, 498 personnes y ont été dénombrées.